# Savojsko Vojvodstvo
Savojsko Vojvodstvo je povijesna država koja je obuhvaćala otok Sardiniju i velika područja koja se danas nalaze u Francuskoj i Italiji. Sjedište kraljevstva se nalazilo na otoku Sardiniji. U izvorima na latinskom se javlja pod imenom Ducatus Sabaudiae. Krilatica ovog vojvodstva bila je Fortitudo Eius Rhodum Tenuit.
Teritorij joj je obuhvaćao današnje francuske departmane Savoju, Gornju Savoju i Pomorskih Alpa te brojne talijanske posjede u Aostanskoj dolini te velikim dijelom Pijemonta. Nastala je od Grofovije Savoje, srednjovjekovne države koja je obuhvaćala iste krajeve te koja je poslije postala istoimeno vojvodstvo. Vojvodstvo je domovinom savojske dinastije.
Bila je članicom Svete Lige, u kojoj se nalazila Španjolska, Mletačka Republika, Republika Genova, Papinska Država, Savojsko Vojvodstvo i malteški vitezovi.